# Tabernanthe
Tabernanthe es un género de planta con flor con ocho especies perteneciente a la familia de las Apocynaceae. Es originario de Camerún hasta Angola.

## Descripción
Es un arbusto que alcanza hasta los 1,5 metros, tiene un látex copioso, blanco y de olor desagradable. Las hojas son opuestas y estrechas, generalmente de 9 a 10 cm de ancho y de un color verde-amarillo en el haz. Las flores son pequeñas, vistosas con pétalos curvos, crecen con grupos de 5 a 12 flores y tienen una corola con forma de tubo, se hace más ancha en la boca. Son de color amarillo, rosas o blancas con manchas rosa. El fruto es ovoide, con la punta de un amarillo anaranjado y se presenta a pares, pueden llegar a ser grandes como aceitunas.

## Taxonomía
El género fue descrito por Henri Ernest Baillon y publicado en Bull. Mens. Soc. Linn. Paris 1: 783. 1888.

## Especies aceptadas
A continuación se brinda un listado de las especies del género Tabernanthe aceptadas hasta octubre de 2013, ordenadas alfabéticamente. Para cada una se indica el nombre binomial seguido del autor, abreviado según las convenciones y usos.
- Tabernanthe elliptica (Stapf) Leeuwenb.
- Tabernanthe iboga Baill.